# Galactus
Galactus, és un personatge de ficció de còmic de l'editorial Marvel Comics creat per Stan Lee i Jack Kirby. Apareix per primera vegada en el número 48 de la sèrie Fantastic Four, publicat el 9 de desembre de 1965 amb data de portada de març de 1966, en el primer capítol d'una trama de tres entregues coneguda com la trilogia de Galactus,

## Biografia de ficció

### Renaixement
Originalment anomenat Galán del planeta Taa, Galactus és l'únic sobrevivent del Big Crunch de l'univers que existia abans del big-bang, que va donar lloc a l'actual Univers Marvel.
Galán és inicialment un explorador espacial que es troba investigant l'imminent final del seu univers. Finalment, Taa és assolat per una radiació que mata gairebé tots els seus habitants. En l'últim segon, Galán s'escapa del planeta en una nau amb uns pocs supervivents. En lloc de fugir de la radiació letal, que ha extingit totes les formes de vida a tot l'univers, Galán proposa a la seva tripulació dirigir-se directament al mig del Big crunch. Quan s'aproxima l'ou còsmic - el punt focal del Big crunch i la font de la radiació - la nau i la seva tripulació són destruïdes ràpidament. En el moment que l'univers de Galan arriba a la seva fi, l'encarnació de la Força Fènix (Phoenix), d'aquest univers, aglutina les emocions positives de tots els éssers vius en el cosmos per tal de conservar-les de la condemnació eterna, possibilitant que la Sentencia de l'Univers (Sentience of the Universe) - Encarnació de l'eternitat (Eternity) d'aquest univers - es reuneixi amb Galán. En l'ou còsmic (Cosmic Egg), Sentencia de l'Univers es revela a Galán i l'informa que tot, incloent-los, morirà en el Cataclisme imminent. I que renaixeran en el proper univers. la Sentencia de l'univers es fusiona amb la mortal Galán, quedant aquest com l'únic supervivent de l'antic univers. Aquesta unió, de fet, condueix al renaixement de Galan en el present univers com a Galactus. Després del big-bang i el naixement de la realitat actual, Galactus es gesta en un capoll d'energia còsmica, per tal de completar la seva metamorfosi, i després d'un període indeterminat de temps, sorgeix com una entitat còsmica de gran potència que és essencial i intrínseca al nou univers. Quan surt de la seva incubació, Galactus destrueix el planeta Archeopia - el primer món a caure presa de la seva fam - i l'empra per a construir Taa II, en homenatge als morts de Taa i Archeopia. A causa de la mida de Taa II, diversos planetes i una estrella són capturats per la força gravitatòria d'aquest. Reed Richards ha especulat que Taa II és la major font d'energia a tot l'univers.
Si bé no és una entitat abstracta tradicional, donat que és un ésser corpori, s'ha referit a Galactus com la "tercera força de l'univers", i l'equilibri entre les entitats Eternity (eternitat) i Death (mort). L'Eternitat l'ha anomenat "pare", mentre que la mort l'ha anomenat com "el meu marit i pare, el meu germà i fill". Galactus ha declarat que existeix per a corregir els desequilibris de les dues entitats.
En el primer Univers Marvel, el supervisor còsmic, el Living Tribunal (Tribunal Vivent) assimila Galactus a una de les tres forces essencials que està representat en la seva trinitat de cares, Equitat. L'eternitat i la mort són al seu torn representades per les altres dues cares, essent aquestes necessitat i venjança.

### El Devorador de mons
Degut al seu gran poder i el seu paper en l'ordre universal, Galactus es considera a si mateix un ésser superior a tots els éssers no abstractes. Galactus manté la seva existència devorant planetes amb potencial per donar suport a la vida, o que en contenen. En fer-ho, ha consumit una infinitat de mons, eliminant civilitzacions senceres i qualsevol rastre de vida d'aquests. Galactus va crear un ésser còsmic en la seva pròpia imatge, Tyrant, del qual, posteriorment, va renegar i derrotar després de Tyrant desenvolupés sentiments de luxúria pel poder i la tirania.
Amb freqüència Galactus utilitza un Herald a qui encarrega la cerca d'aliment per l'univers. Després que l'herald identifiqui un planetari adient, aquest envia un senyal a Galactus i aquest es dirigeix al planeta. Un cop a la superfície del planeta, el devorador de mons desplega una colossal màquina capaç de drenar tota la vida l'energia del planeta en qüestió de minuts anomenada Convertidor elemental (Elemental Converter). Amb tot Galactus no necessita el convertidor per a alimentar-se, ja que és capaç de fer-ho per si sol.
Galactus ha nomenat diferents heralds, a cada un dels quals els ha atorgat una fracció de l'energia còsmica.

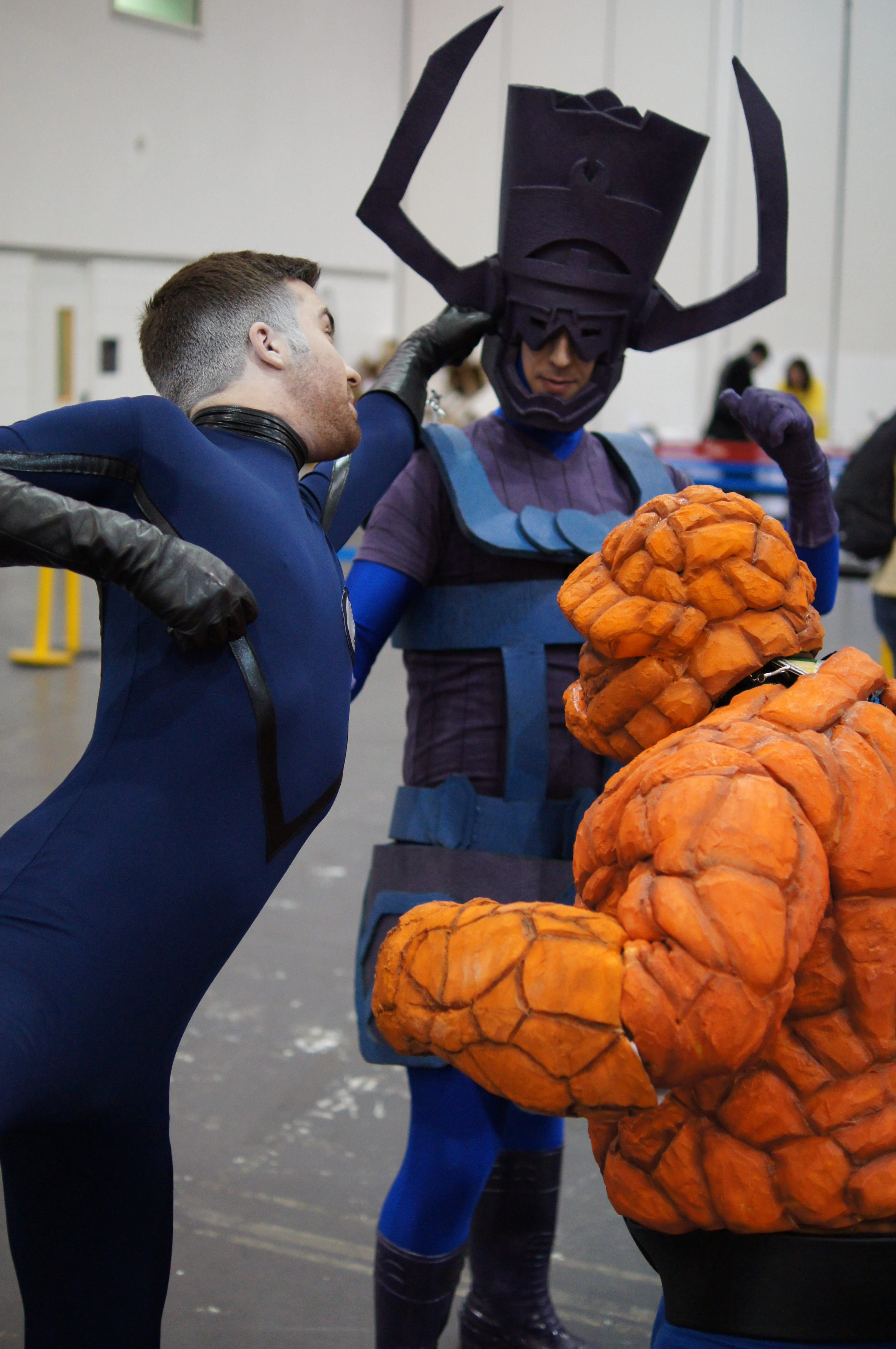
Galactus, amb Mr. Fantastic, i la Cosa

### La Terra
Galactus ha amenaçat a consumir la Terra en diverses ocasions. Durant la seva primera trobada amb els éssers humans,El Vigilant (The Watcher) i l'herald de Galactus Silver Surfer, Ajuden als Quatre Fantàstics. Galactus és derrotat quan Mister Fantàstic l'amenaça amb l'Ultimate Nulifier, recuperat per la Torxa Humana (Human Torch) de Taa II. Galactus exilia al Silver Surfer a la Terra i, a continuació, marxa i promet no atacar la Terra de nou. Galactus torna a la Terra, però, a la recerca de la Silver Surfer. Més tard, Senyor Fantàstic demana a Galactus de posar fi a l'amenaça de l'entitat còsmica anomenada Sphinx (Esfinx) alliberant de Galactus de la seva promesa.
Posteriorment, Galactus torna a la Terra a la recerca de Terrax, herald seu revoltat. Galactus gasta una considerable quantitat d'energia en la recerca i, finalment, arriba amb la intenció de consumir la Terra per reposar forces. Un afamat i debilitat Galactus resol el problema amb Terrax, però és derrotat pels esforços combinats dels 4F, els Venjadors i el Doctor Strange. Tanmateix, en comptes de deixar que Galactus morir de fam, Mister Fantàstic utilitza un dispositiu alimentat pel Déu del Tro Thor per alimentar a Galactus. Agraït, Galactus proclama que la Terra està fora de perill abans de marxar.
Les accions de Mr. Fantàstic tenen conseqüències: L'heroi, posteriorment, és jutjat per un consorci de mons alienígenes per haver salvat a Galactus, fet que indirectament causa la mort dels mons que Galactus consumirà més tard. Els Shi'ar presideixen el judici, amb la intenció d'executar Mr. Fantàstic, fins que Eternity (Eternitat) és convocat, mitjançant els esforços combinats de Galactus i el Watcher. Eternitat, llavors, fa que els milions d'espectadors alienígenes es converteixin, momentàniament, en un amb l'univers, Aquesta fusió temporal permet veure amb claredat que Galactus és una part essencial de l'ordre natural del cosmos.

### Mort Temporal
Galactus és aparentment destruït quan el Silver Surfer dirigeix el convertidor elemental (Elemental Converter) contra ell. Mentre el seu cos es dispersa, Galactus adverteix que la seva mort permetrà emergir a un gran mal. Després de la seva "mort", Galactus pren la forma d'una estrella, la segona al Sistema Chandilar dels Shi'ar. El gran mal de Galactus parla sorgeix en la forma de l'entitat Abraxas, l'encarnació universal de la destrucció i l'antítesi de l'eternitat. Els 4 Fantàstics descobreixen que gran part de l'energia que Galactus recull dels planetes la dedica a mantenir empresonat Abraxas. Conscient de Galactus és l'únic que pot aturar Abraxas, Franklin Richards empra tot el seu poder i el de la seva germana, Valeria Von Doom, i el centra en Galactus per tal de ressuscitar-lo, en aquest procés els germans perden permanentment els seus poders. El recent ressuscitat apareix abans que Abraxas i recupera l'Ultimate Nullifier. Reed Richards utilitza el dispositiu per reajustar la realitat i empresonar Abraxas. Galactus revela que, en última instància, el Nullifier és en realitat un aspecte del seu ésser.
Algun temps després, Galactus, mostrant mal de consciència dels innombrables sers que ha destruït, intenta d'unir i utilitzar les gemmes de l'infinit (Infinity Gems), per tal d'alleugerir la seva necessitat de devorar planetes. Galactus està sent manipulat per un paràsit devorador de cosmos inter-dimensional anomenat Hunger. Amb la col·laboració de Thanos de Titan, Galactus frustra el pla de l'entitat d'entrar, i consumir, el seu univers. Llavors Galactus és atacat pel seu primer Herald, The Fallen One (el Caigut), Galactus, simplement, tele-transporta l'Herald cap a Thanos, que derrota i esclavitza l'Herald mitjançant la bruixeria.
Més tard, Reed Richards dissenya una arma amb el propòsit de despullar Galactus de l'energia còsmica. La creació del dispositiu és possible amb l'ajut de Quasar i Johnny Storm, que actua, en aquest moment, com a Herald de Galactus. L'arma funciona i separa Galactus en els seus dos components principals: Galán i el Poder Cosmic. Llavors Galán s'exilia a una altra dimensió, amb l'esperança que aquest acte evitarà que l'energia còsmica el trobi. Amb tot, l'estratagema falla, ja que poc després el guerrer alienigena Beta Ray Bill troba Galactus, tornat a formar totalment.

### Anihilation
En un període indeterminat de temps enrere, "quan l'univers era jove", Diableri Of Chaos, un dels "Déus Primigenis", desitja prendre el control de l'univers, provocant una guerra civil. Aquest intent provoca un enfrontament entre Diableri i Galactus. Galactus mata Diableri i empresona als seus dos principals lloctinents, Tenebrous of the Darkness Between (Tenebrós d'entre la foscor) i Aegis Lady of All Sorrows (Senyora de Tots els Dolors) a l'interior del Kyln. Quan l'ona d'aniquilació (Annihilation Wave) entra en l'univers el Kyln resulta malmès, el que permet tenebrós i Aegis despertar de l'estasis i escapar. Galactus nota aquest fet i demana a Silver Surfer que torni a ser el seu Herald. Galactus augmenta els poders del surfista. Aegis i tenebrós derroten a Galactus i Silver Surfer. Un incapacitat Galactus és empresonat per Annihilus - el creador de l'ona d'aniquilació - que té previst utilitzar el poder cosmic de Galactus per destruir tota la vida en l'univers. Drax el Destructor pot alliberar a Galactus, el qual, enfurismat, desencadena una explosió que destrueix la majoria de l'ona d'anihilació, un Vigilant, i més de tres sistemes estalars. Fet que acaba foçant una treva entre les parts en conflicte.

### Dador de vida
A The Ultimates de Al Ewing el grup busca fer canvis significatius i convertixen a Galactus en dador de vida, portant una vestimenta daurada.